# Beijing Capital Airlines
Beijing Capital Airlines ist eine chinesische Fluggesellschaft mit Sitz in Peking und Basis auf dem Flughafen Peking.

## Geschichte
Beijing Capital Airlines ist im Mai 2010 aus der Aufspaltung der Deer Jet, welche sowohl Geschäftsreisen und Charterflüge als auch Linienflüge durchführte, hervorgegangen. An der Fluggesellschaft hält die HNA Group 70 % und die Capital Tourism Group Holding 30 %.

## Flotte

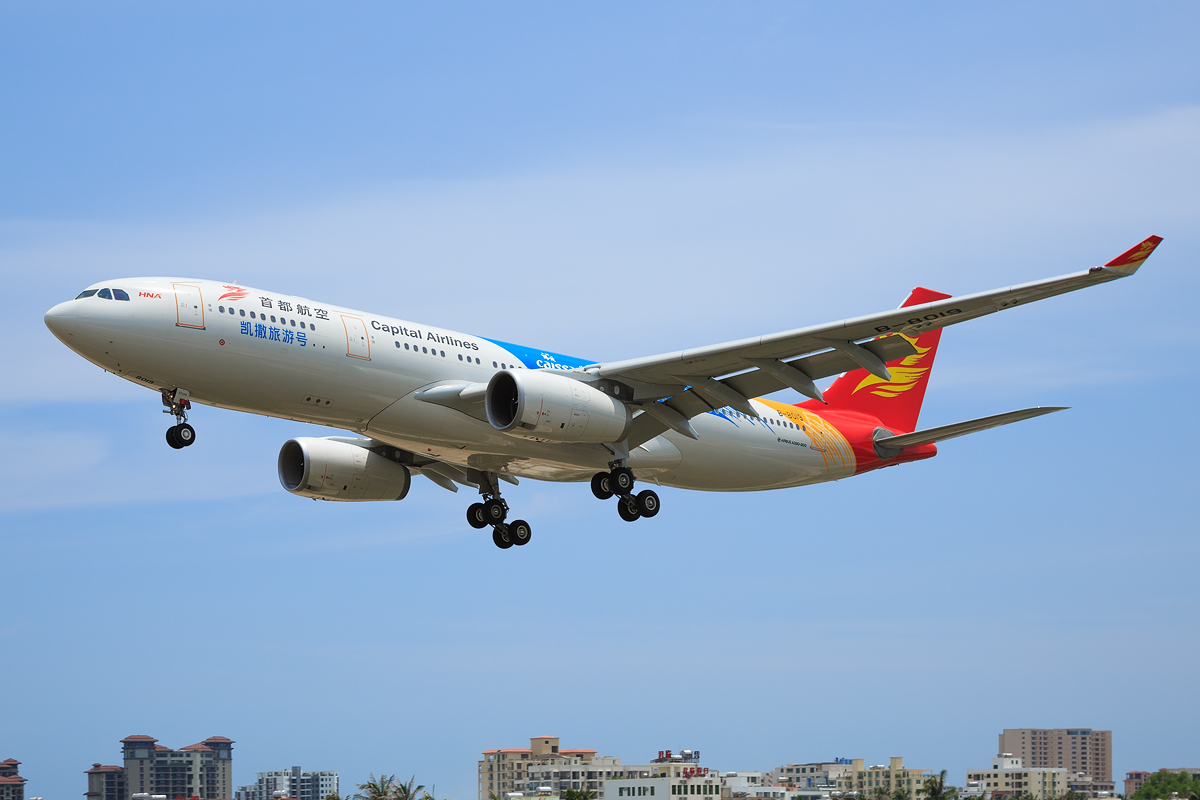
Airbus A330-200 der Beijing Capital Airlines

Mit Stand Januar 2024 besteht die Flotte der Beijing Capital Airlines aus 87 Flugzeugen mit einem Durchschnittsalter von 9,7 Jahren:
| Flugzeugtyp              | Anzahl | bestellt | Anmerkungen                                  | Sitzplätze | Durchschnittsalter |
| ------------------------ | ------ | -------- | -------------------------------------------- | ---------- | ------------------ |
| Airbus A319-100          | 15     |          | fünf inaktiv                                 | 138        | 14,8 Jahre         |
| Airbus A320-200          | 32     |          | einer inaktiv; 16 mit Sharklets ausgestattet | 152        | 10,9 Jahre         |
| Airbus A320neo           | 07     |          |                                              | 180        | 4,9 Jahre          |
| Airbus A321-200          | 18     |          | einer inaktiv; mit Sharklets ausgestattet    | 212        | 7,0 Jahre          |
| Airbus A321neo           | 03     |          |                                              | 198        | 3,5 Jahre          |
| Airbus A330-200          | 05     |          | zwei inaktiv                                 | 222 260    | 9,7 Jahre          |
| Airbus A330-300          | 04     |          |                                              | 306        | 6,5 Jahre          |
| Airbus A330-300P2F       |        | 1        | Frachtflugzeug                               | Fracht     | 6,5 Jahre          |
| Gulfstream Aerospace G-V | 03     |          | alle inaktiv                                 | VIP        |                    |
| Gesamt                   | 87     | 1        |                                              |            | 9,7 Jahre          |

### Aktuelle Sonderbemalungen
| Bemalung                  | Flugzeugtyp     | Luftfahrzeugkennzeichen | Zeitraum            | Bild |
| ------------------------- | --------------- | ----------------------- | ------------------- | --- |
| Babitu                    | Airbus A320-200 | B-1642                  | seit Oktober 2018   | |
| Meizhou Pomelo            | Airbus A320-200 | B-6725                  | seit Dezember 2020  | Bild gesucht Die Wikipedia wünscht sich an dieser Stelle ein Bild. Weitere Infos zum Motiv findest du vielleicht auf der Diskussionsseite . Falls du dabei helfen möchtest, erklärt die Anleitung , wie das geht. |
| HNA Telecom               | Airbus A320-200 | B-6859                  | seit Januar 2016    | Bild gesucht Die Wikipedia wünscht sich an dieser Stelle ein Bild. Weitere Infos zum Motiv findest du vielleicht auf der Diskussionsseite . Falls du dabei helfen möchtest, erklärt die Anleitung , wie das geht. |
| Bestune T99               | Airbus A320-200 | B-6958                  | seit Juni 2020      | Bild gesucht Die Wikipedia wünscht sich an dieser Stelle ein Bild. Weitere Infos zum Motiv findest du vielleicht auf der Diskussionsseite . Falls du dabei helfen möchtest, erklärt die Anleitung , wie das geht. |
| Guermas                   | Airbus A320-200 | B-9962                  | seit Dezember 2022  | Bild gesucht Die Wikipedia wünscht sich an dieser Stelle ein Bild. Weitere Infos zum Motiv findest du vielleicht auf der Diskussionsseite . Falls du dabei helfen möchtest, erklärt die Anleitung , wie das geht. |
| Beijing Daxing            | Airbus A330-200 | B-8981                  | seit September 2019 | |
| Universal Studios Beijing | Airbus A330-200 | B-8982                  | seit Juli 2022      | Bild gesucht Die Wikipedia wünscht sich an dieser Stelle ein Bild. Weitere Infos zum Motiv findest du vielleicht auf der Diskussionsseite . Falls du dabei helfen möchtest, erklärt die Anleitung , wie das geht. |